# Exechiopsis subulata
Exechiopsis subulata är en tvåvingeart som först beskrevs av Johannes Winnertz 1863.  Exechiopsis subulata ingår i släktet Exechiopsis och familjen svampmyggor. Arten är reproducerande i Sverige. Inga underarter finns listade i Catalogue of Life.